# Розаца
Розаца (итал. Rosazza) је насеље у Италији у округу Бијела, региону Пијемонт.
Према процени из 2011. у насељу је живело 87 становника. Насеље се налази на надморској висини од 889 м.

## Становништво
| 1931. | 1936. | 1951. | 1961. | 1971. | 1981. | 1991. | 2001. | 2011. |
| ----- | ----- | ----- | ----- | ----- | ----- | ----- | ----- | ----- |
| 704   | 461   | 362   | 322   | 219   | 141   | 118   | 89    | 87    |